# Michel Lewandowski
Pour les articles homonymes, voir Lewandowski.
Ne pas confondre avec Jean Levandowski, un autre joueur de football ayant évolué au Racing Club de Lens dans les années 1950.
Michel Lewandowski, né Mieczyslaus Lewandowski le 28 mai 1914 à Waltrop dans le Royaume de Prusse (aujourd'hui en Allemagne) et mort le 7 septembre 1990 à Lens, est un footballeur français d'origine polonaise. Il évoluait au poste de milieu de terrain, en tant que « demi-aile ».

## Biographie
Lewandowski naît à Waltrop, une ville allemande de la Ruhr. Révélé à Pogon-Marles puis au Stade béthunois (1935-1938), club de DH du Nord, il est repéré par le RC Lens, où il devient footballeur professionnel et découvre la première division du championnat de France. Naturalisé français en février 1939, il est sélectionné en équipe de France militaire. 
En 1945 il rejoint l'ambitieux CO Roubaix-Tourcoing, avec lequel il remporte le titre de champion de France en 1947 (il dispute 29 matchs dans la saison et marque un but) et y reste cinq saisons. Il termine sa carrière au JA Armentières.
Il sera par la suite entraîneur des clubs de l'US Billy-Berclau (de 1950 à 1956) et de l'AS Lens.

## Carrière de joueur
- 1935-1938 :  Stade béthunois
- 1938-1945 :  RC Lens (Équipe fédérale Lens-Artois en 1943-1944)
- 1945-1950 :  CO Roubaix-Tourcoing

## Palmarès
- Champion de France de Division 1 en 1947 avec le CO Roubaix-Tourcoing
- 3e du Championnat de France de Division 1 en 1946 avec le CO Roubaix-Tourcoing